# Новопавловка (Захарьевский район)
Новопа́вловка (укр. Новопавлівка) — село, относится к Захарьевскому району Одесской области Украины.
Население по переписи 2001 года составляло 209 человек. Почтовый индекс — 66703. Телефонный код — 4860. Занимает площадь 0,51 км². Код КОАТУУ — 5125255113.

## Местный совет
66700, Одесская обл., Захарьевский р-н, пгт Захарьевка, ул. Комсомольская, 59